# Мосты Самары
Пе́речень мосто́в, путепрово́дов и эстака́д городско́го о́круга Сама́ра. В городе существует четыре автомобильных моста и один железнодорожный мост через реку Самару, остальные мостовые объекты представлены, в основном, эстакадами и путепроводами, большинство из которых расположено над/под железнодорожной веткой Самара-Тольятти.

## Действующие объекты
| Название                                                                        | Тип                                                       | Выход посредством:                                                     | Пересечение                                                                                        | Фотография |
| ------------------------------------------------------------------------------- | --------------------------------------------------------- | ---------------------------------------------------------------------- | -------------------------------------------------------------------------------------------------- | ---------- |
| Фрунзенский мост 53°10′30″ с. ш. 50°05′03″ в. д.                                | Действующий автомобильный мост                            | Улица Фрунзе в Самарском районе, улица Шоссейная в Куйбышевском районе | Пересекает реку Самару                                                                             |            |
| Старый мост 53°10′21″ с. ш. 50°04′28″ в. д.                                     | Действующий автомобильный мост, троллейбусная сеть        | Улица Водников — Улица Главная                                         | Пересекает р. Самару                                                                               |            |
| Южный мост 53°10′08″ с. ш. 50°11′45″ в. д.                                      | Действующий автомобильный мост                            | Улица Авроры — M32                                                     | Пересекает р. Самару                                                                               |            |
| Кировский мост 53°10′47″ с. ш. 50°18′26″ в. д.                                  | Действующий автомобильный мост                            | Проспект Кирова                                                        | Пересекает р. Самару                                                                               |            |
| Сокский мост 53°24′42″ с. ш. 50°08′13″ в. д.                                    | Действующий автомобильный мост                            | Красноглинское шоссе                                                   | Пересекает р. Сок                                                                                  |            |
| Мост на Заводском шоссе 53°12′26″ с. ш. 50°16′38″ в. д.                         | Эстакада                                                  | Заводское шоссе                                                        | Пересекает проспект Кирова                                                                         |            |
| Мост по проспекту Кирова 53°12′47″ с. ш. 50°16′13″ в. д.                        | Действующая эстакада, трамвайные пути, троллейбусная сеть | Проспект Кирова                                                        | Пересекает железнодорожные ветки Самара-Тольятти, Самара—Похвистнево                               |            |
| Мост по улице Авроры 53°10′30″ с. ш. 50°11′37″ в. д.                            | Действующая эстакада                                      | Улица Авроры                                                           | Пересекает Южный проезд, железнодорожные ветки Самара-Тольятти, Самара—Похвистнево                 |            |
| Мост на Зубчаниновском шоссе 53°13′31″ с. ш. 50°16′59″ в. д.                    | Действующая эстакада                                      | Зубчаниновское шоссе                                                   | Пересекает улицу Земеца, железнодорожную ветку Самара-Тольятти                                     |            |
| Мост на улице Земеца 53°13′13″ с. ш. 50°17′24″ в. д.                            | Действующая эстакада, трамвайные пути                     | Улицу Земеца                                                           | Пересекает железнодорожную ветку Самара—Похвистнево                                                |            |
| Мост на Грозненской улице 53°06′55″ с. ш. 50°03′44″ в. д.                       | Действующий автомобильный мост                            | Грозненская улица                                                      | Пересекает железнодорожную ветку Самара-Сызрань                                                    |            |
| Мост на Аэропортовском шоссе 53°15′12″ с. ш. 50°21′59″ в. д.                    | Действующий автомобильный мост                            | Аэропортовское шоссе                                                   | Пересекает Смышляевское шоссе                                                                      |            |
| Мост на улице XXII Партсъезда 53°12′04″ с. ш. 50°14′31″ в. д.                   | Действующая эстакада, трамвайные пути                     | Улица 22 Партсъезда                                                    | Пересекает железнодорожные ветки Самара-Тольятти, Самара—Похвистнево, улицу Рыльскую, Южный проезд |            |
| Мост на Белорусской улице 53°09′01″ с. ш. 50°04′01″ в. д.                       | Действующий автомобильный мост                            | Белорусская улица                                                      | Пересекает р. Татьянку (проток Сухой Самарки)                                                      |            |
| Мост на Ракитовском шоссе 53°15′18″ с. ш. 50°18′18″ в. д.                       | Действующий автомобильный мост                            | Ракитовское шоссе                                                      | Пересекает железнодорожную ветку Самара-Тольятти                                                   |            |
| Мост на Стромиловском шоссе 53°05′29″ с. ш. 50°04′00″ в. д.                     | Действующий автомобильный мост                            | Стромиловское шоссе                                                    | Пересекает р. Подстепновку                                                                         |            |
| Казачий переезд 53°09′02″ с. ш. 50°05′36″ в. д.                                 | Действующий автомобильный мост, троллейбусная сеть        | Шоссейная улица — Кряжское шоссе                                       | Пересекает железнодорожную ветку Самара-Сызрань                                                    |            |
| Путепровод над улицей Демократическая 53°16′08″ с. ш. 50°13′19″ в. д.           | Действующий путепровод мостового типа                     | Ташкентская улица                                                      | Пересекает улицу Демократическую                                                                   |            |
| Путепровод «Угольный» 53°22′18″ с. ш. 50°10′48″ в. д.                           | Действующий путепровод мостового типа                     | Красноглинское шоссе                                                   | Пересекает поселок Южный                                                                           |            |
| Путепровод Московское шоссе - Проспект Кирова 53°15′04″ с. ш. 50°13′21″ в. д.   | Действующий путепровод тоннельного типа                   | Московское шоссе                                                       | Пересекает проспект Кирова                                                                         |            |
| Путепровод Московское шоссе - Ракитовское шоссе 53°16′29″ с. ш. 50°15′53″ в. д. | Действующий путепровод тоннельного типа                   | Московское шоссе                                                       | Пересекает Ракитовское шоссе                                                                       |            |
| Путепровод над улицей Ново-Садовой 53°14′10″ с. ш. 50°11′23″ в. д.              | Эстакада                                                  | Улица Ново-Садовая                                                     | Пересекает улицы 22 Партсъезда и Советской Армии                                                   |            |

## Железнодорожные мосты
| Название                                                                  | Тип                              | Выход посредством:                    | Пересечение                                         | Фотография |
| ------------------------------------------------------------------------- | -------------------------------- | ------------------------------------- | --------------------------------------------------- | ---------- |
| Железнодорожный мост через р. Самару 53°10′31″ с. ш. 50°06′15″ в. д.      | Действующий железнодорожный мост | Железнодорожная ветка Самара-Сызрань  | Пересекает р. Самару                                |            |
| Железнодорожный мост через р. Сок 53°25′56″ с. ш. 50°10′49″ в. д.         | Действующий железнодорожный мост | Железнодорожная ветка Самара-Тольятти | Пересекает р. Сок                                   |            |
| Путепровод над улицей Земеца 53°13′31″ с. ш. 50°17′01″ в. д.              | Действующий железнодорожный мост | Железнодорожная ветка Самара-Тольятти | Пересекает улицу Земеца                             |            |
| Путепровод над улицей Венцека 53°10′50″ с. ш. 50°06′22″ в. д.             | Действующий железнодорожный мост | Железнодорожная ветка Самара-Сызрань  | Пересекает улицу Венцека                            |            |
| Путепровод рядом с мостом через р. Самара 53°10′48″ с. ш. 50°06′22″ в. д. | Действующий железнодорожный мост | Железнодорожная ветка Самара-Сызрань  | Пересекает железнодорожные пути                     |            |
| Железнодорожный мост рядом с (пл. Мирная) 53°13′14″ с. ш. 50°17′19″ в. д. | Действующий железнодорожный мост | Железнодорожная ветка Самара-Тольятти | Пересекает железнодорожную ветку Самара—Похвистнево |            |

## Строящиеся и планируемые объекты
| Название                                                        | Тип                         | Выход посредством:                    | Пересечение                                   | Состояние   | Фотография |
| --------------------------------------------------------------- | --------------------------- | ------------------------------------- | --------------------------------------------- | ----------- | ---------- |
| Путепровод рядом с (пл. Дачная) 53°16′18″ с. ш. 50°19′02″ в. д. | Путепровод тоннельного типа | Железнодорожная ветка Самара-Тольятти | Пересекает строящийся выезд из города 36К-738 | Строящийся  |            |
| Центральный мост                                                | Автомобильный мост          | Проспект Карла Маркса                 |                                               | Планируемый |            |
| Зареченский метромост                                           | Метромост                   | Третья линия Самарского метрополитена | Пересекает р. Самару                          | Планируемый |            |
| Путепровод Московское шоссе - улица Авроры                      | Путепровод тоннельного типа | Московское шоссе                      | Пересекает улицу Авроры                       | Планируемый |            |

## Демонтированные объекты
| Название                                                     | Тип                                                                          | Выход посредством:   | Пересечение       | Фотография |
| ------------------------------------------------------------ | ---------------------------------------------------------------------------- | -------------------- | ----------------- | ---------- |
| Закрытый мост через реку Сок 53°24′41″ с. ш. 50°08′12″ в. д. | Недействующий автомобильный мост. В ноябре 2016 года полностью демонтирован. | Красноглинское шоссе | Пересекает р. Сок |            |

## Галерея

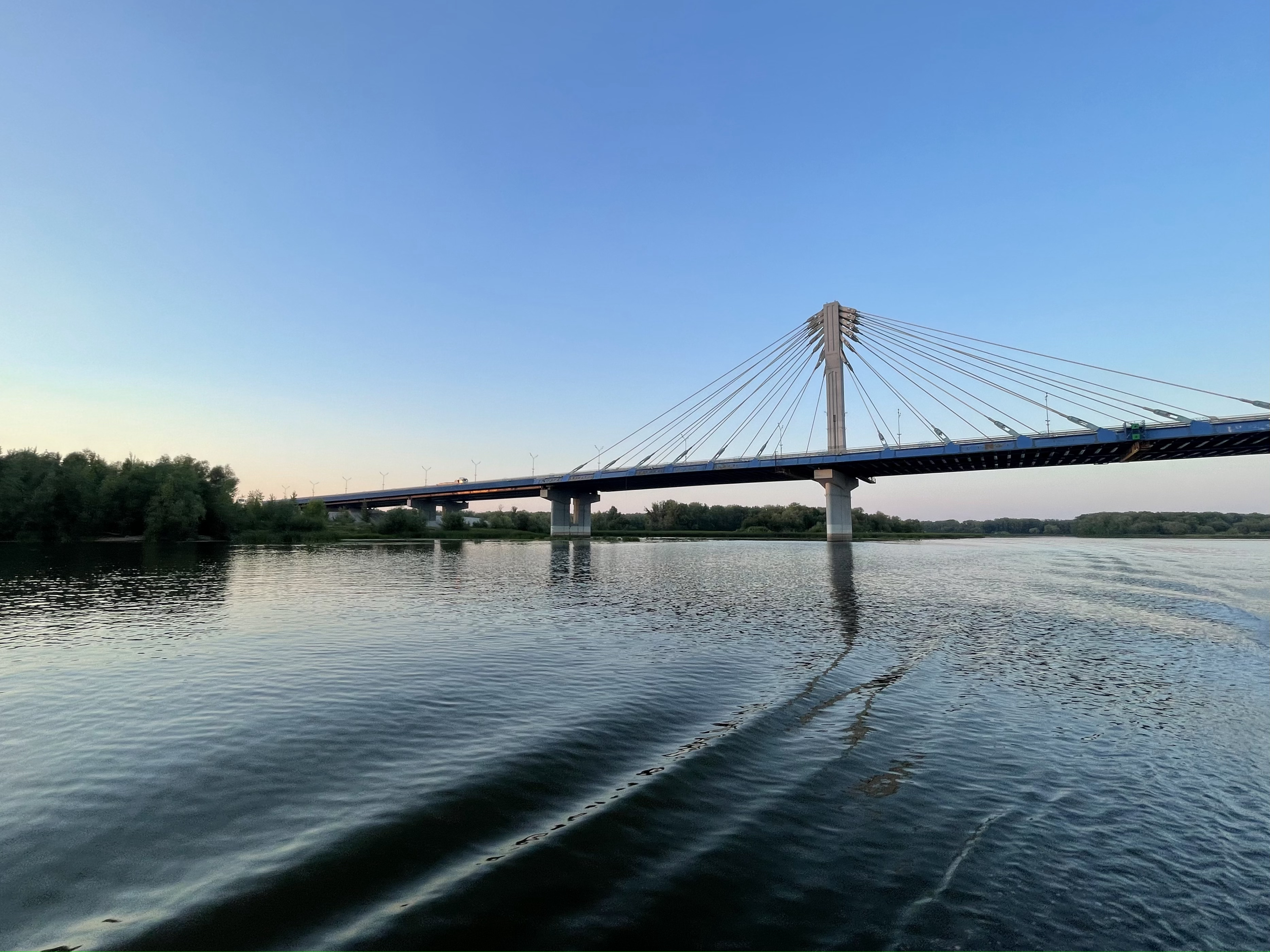
Кировский мост через реку Самару (вид с реки), август 2023 года
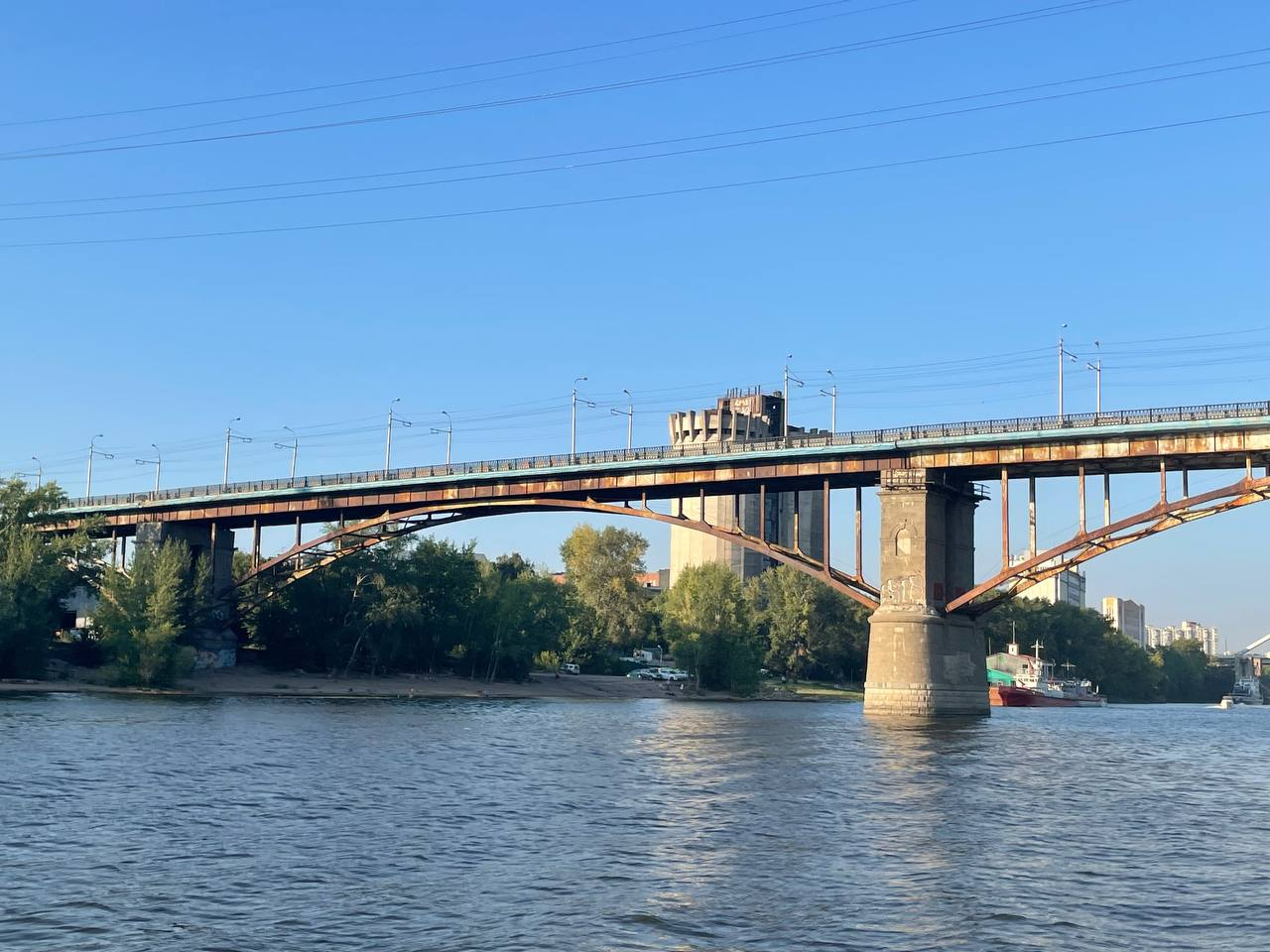
Старый автомобильный мост через реку Самару (вид с реки), август 2023 года
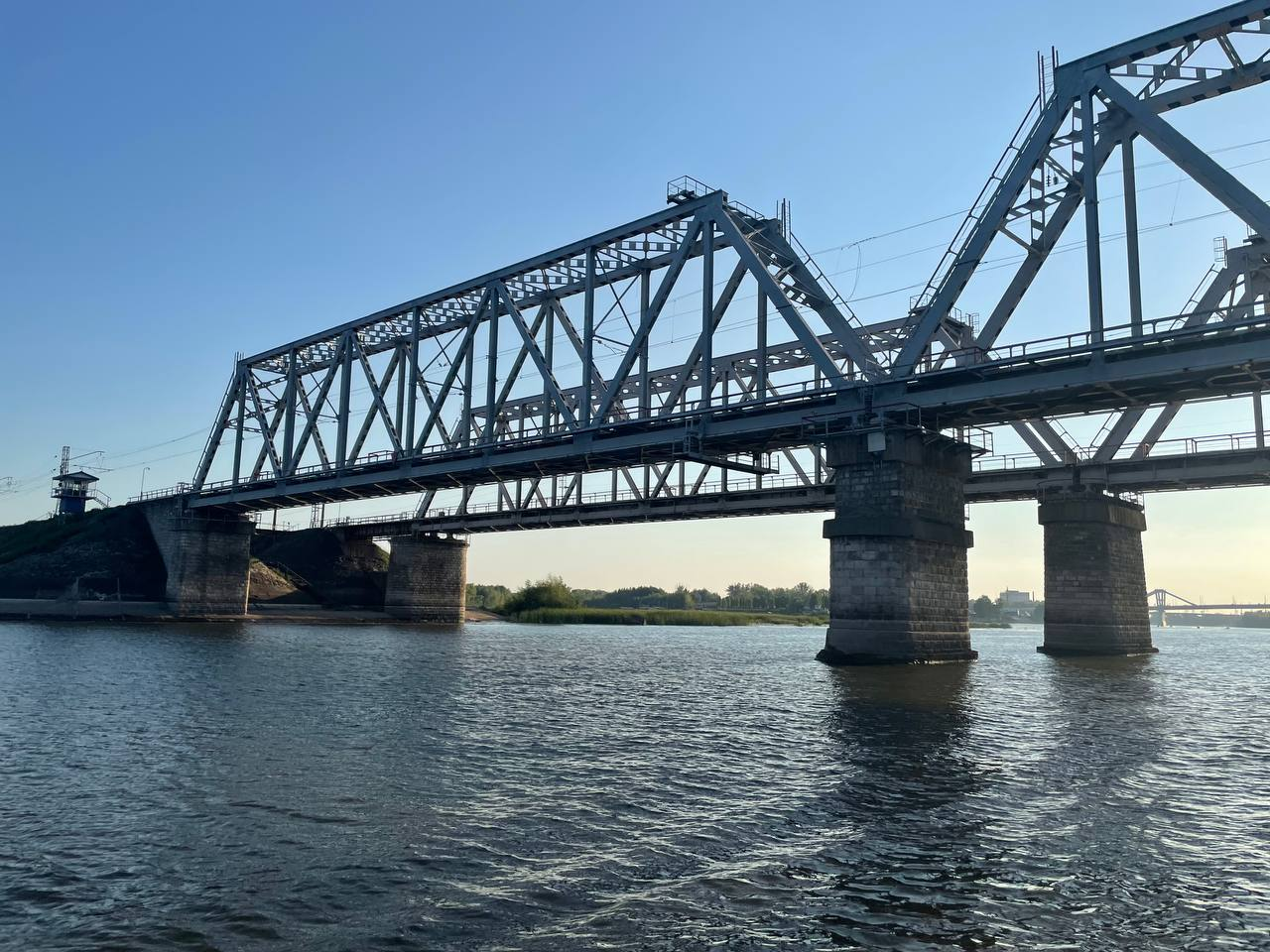
Железнодорожный мост через реку Самару (вид с реки), август 2023 года